# Сидоренко Юрій Григорович
Юрій Григорович Сидоренко (13 серпня 1961, Краматорськ) — український спортсмен-ватерполіст і меценат. Ктитор православного храму в ОАЕ.
У минулому — ватерполіст київського «Динамо». Гравець збірної СРСР з водного поло, майстер спорту міжнародного класу.

## Життєпис
Народився в сім'ї лікарів. Закінчив Київський технологічний інститут харчової промисловості (інженер-технолог) і Київський інститут народного господарства ім. Коротченка (інженер-економіст).
В 1983—1985 — служив у Радянській армії, військах зв'язку.
в 1985—1989 працював на підприємствах харчової промисловості та в партійних органах КПРС.
У 1989 заснував міжнародну групи TRUSTCOR, що працює в 10 країнах світу
Є ктитором (меценатом) першого православного храму (РПЦ) на Аравійському півострові (ОАЕ). Також фінансово сприяв його будівництву.
Одружений, має двох дочок.